# Jacques Barrot
Jaques Barrot (ur. 3 lutego 1937 w Yssingeaux, zm. 3 grudnia 2014 w Neuilly-sur-Seine) – francuski polityk, były minister w kilku rządach i wieloletni parlamentarzysta, od 2004 do 2010 wiceprzewodniczący Komisji Europejskiej.

## Życiorys
Studiował prawo i socjologię, ukończył studia w Instytucie Nauk Politycznych w Paryżu. Zaangażowany w działania ugrupowań centrowych, na bazie których w 1978 powstała Unia na rzecz Demokracji Francuskiej. Od 1967 do 2004 (z przerwami na czas pełnienia funkcji rządowych) sprawował mandat deputowanego do Zgromadzenia Narodowego, skutecznie ubiegając się o reelekcję w każdych kolejnych wyborach do 2002 włącznie w departamencie Górna Loara. Pełnił też szereg funkcji w administracji terytorialnej. Był radnym (1966–1976) i następnie do 2001 przewodniczącym rady generalnej Górnej Loary, od 1971 zastępcą mera Yssingeaux, a od 1989 do 2001 merem tego miasta.
W rządzie Jacques’a Chiraca w 1974 został sekretarzem stanu ds. mieszkalnictwa. Pełnił tę funkcję też w dwóch gabinetach Raymonda Barre, w jego trzecim rządzie po raz pierwszy wszedł w skład rady ministrów, obejmując w 1978 tekę ministra handlu, a rok później kierownictwo w resorcie zdrowia i polityki socjalnej. Urzędowanie zakończył w 1981. Ponownie wchodził w skład rządu w obu gabinetach Alaina Juppé jako minister pracy (od października 1995 do czerwca 1997).
Został skazany na karę ośmiu miesięcy pozbawienia wolności z warunkowym zawieszeniem jej wykonania za finansowanie swojej partii z pieniędzy publicznych. Sprawa została jednak objęta amnestią ogłoszoną przez Jacques’a Chiraca.
W ramach centrowej UDF należał do zwolenników bliskiej współpracy z gaullistami. W 2002 opowiedział się za kandydaturą ubiegającego się o reelekcję prezydenta Jacques’a Chiraca. Po wyborach parlamentarnych przystąpił do Unii na rzecz Ruchu Ludowego.
W kwietniu 2004 został członkiem Komisji Europejskiej Romano Prodiego w miejsce powołanego w skład rządu Michela Barniera. Powierzono mu sprawy polityki regionalnej (od maja 2004 odpowiadał za nie wspólnie z Péterem Balázsem). Zrezygnował w związku z tym z mandatu poselskiego. W listopadzie tego samego roku w nowej KE pod kierownictwem José Manuela Barroso objął stanowisko wiceprzewodniczącego oraz komisarza ds. transportu. W maju 2008 został komisarzem ds. wymiaru sprawiedliwości, obszaru wolności i bezpieczeństwa. Zakończył urzędowanie w lutym 2010. W tym samym roku powołany w skład Rady Konstytucyjnej.
Jego syn Jean-Noël Barrot również zaangażował się w działalność polityczną.